# تبی‌پنم
تبی‌پنم(به انگلیسی: Tebipenem) (با نام تجاری Orapenem) یک آنتی‌بیوتیک خوراکی وسیع الطیف از زیر گروه کارباپنم است که نوعی آنتی‌بیوتیک بتا-لاکتامی محسوب می‌شوند. این دارو به عنوان داروی جایگزین برای مبارزه با باکتری‌هایی که نسبت به آنتی‌بیوتیک‌های معمول مقاومت آنتی‌بیوتیکی نشان داده بودند، تولید شد. تبی‌پنم به جهت بهبود جذب و فراهمی زیستی، به صورت تبی‌پنم پیوکسیل استر فرموله شده‌است. در آزمایشات بالینی برای درمان عفونت گوش عملکرد خوبی داشته و به نظر می‌رسد در آینده بیشتر توسعه یابد. این دارو فقط در ژاپن به بازار عرضه می‌شود.